# Fish Mouth Bay
Die Fish Mouth Bay (von englisch fish mouth ‚Fischmaul‘) ist eine kleine und geschützte Bucht an der Nordenskjöld-Küste des Grahamlands auf der Antarktischen Halbinsel. Sie liegt am Fish Head Point.
Das UK Antarctic Place-Names Committee benannte sie 2023 in Verbindung mit der Benennung des Fish Head Point. Sie erinnert in ihrer Form und durch ihre Lage an das Maul eines Fisches.